# Sredozemski lesketnik
Sredozemski lesketnik (znanstveno ime Somatochlora meridionalis) je vrsta raznokrilih kačjih pastirjev iz družine lebduhov, razširjena v Jugovzhodni Evropi.

## Opis
Odrasli dosežejo 50 do 55 mm v dolžino, od tega zadek 35–44 mm, zadnji krili pa merita 34–38 mm. Po vsem telesu je kovinsko zelene barve z rumenimi znamenji. Po obliki in obarvanosti je skoraj nerazločljiv od kovinskega lesketnika, še najuporabnejši znak je rumena pega na strani oprsja, ki pri kovinskem manjka. Običajno ima tudi temnejše pterostigme, a to ni pravilo.
Odrasli letajo poleti, med junijem in avgustom.

## Ekologija in razširjenost
Sredozemski lesketnik se razmnožuje v osenčenih predelih potokov in manjših rek brez vodnega rastlinja. Ličinke se lahko razvijejo tudi v presihajočih potokih, kjer v preostalih lužah preživijo suho obdobje. Večinoma se pojavljajo v nižinah.
Območje razširjenosti je skoraj v celoti omejeno na Jugovzhodno Evropo, od jugovzhoda Francije do zahodne polovice Anatolije. Kljub razmeroma majhnem arealu so populacije zelo številčne, zato ne velja za ogroženega. Največjo gostoto dosega na zahodnem delu Balkana od Slovenije do evropskega dela Turčije. Na severu se območje razširjenosti prekriva z razširjenostjo kovinskega lesketnika. Ker se v Italiji, Avstriji in Sloveniji pojavljajo osebki z vmesnimi značilnostmi, so jo nekateri avtorji obravnavali kot podvrsto kovinskega lesketnika, a je zdaj splošno sprejeto mnenje, da sta ločeni vrsti. Poleg podrobnosti v vzorcu imata namreč tudi različne ekološke zahteve (kovinski lesketnik živi ob višje ležečih jezerih in močvirjih).
V Sloveniji je sredozemski lesketnik razširjen praktično ob vseh naravnih vodotokih v nižinskih predelih. Ličinke so nezahtevne in preživijo v zelo raznolikih razmerah.